# Robert Kovač
Robert Kovač (ur. 6 kwietnia 1974 w Berlinie Zachodnim) – chorwacki trener i piłkarz grający na pozycji środkowego obrońcy.
Robert urodził się w Berlinie rodzinie chorwackich gastarbeiterów, którzy przyjechali do Niemiec z okolic Livna w Bośni i Hercegowinie. Młodszy brat Niko Kovača, także piłkarza (obaj grali w Hercie Zehlendorf, Bayerze 04 Leverkusen i Bayernie Monachium). Po rozpoczęciu kariery trenerskiej towarzyszył swojemu bratu w reprezentacji Chorwacji U-21, reprezentacji Chorwacji, Eintrachcie Frankfurt, w Bayernie Monachium, a obecnie w AS Monaco jako jego asystent.

## Kariera klubowa
Robert Kovač swoją piłkarską karierę w małym klubie Hertha Zehlendorf z miejscowości położonej na południe od Berlina. W barwach Herthy grał do 1995 roku i wtedy zauważono go i ściągnięto go do 1. FC Nürnberg grającego wówczas w Regionallidze. Kovač w nowym klubie rozegrał 33 mecze, zdobył 1 bramkę, klub z Norymbergi awansował do 2. Bundesligi. Wtedy to zapragnął go mieć u siebie Bayer 04 Leverkusen i Robert zanotował prawdziwy awans w karierze. Bayer zapłacił za niego równowartość 430 tysięcy dzisiejszych euro. 22-letni wówczas Kovač w pierwszym sezonie (1996/1997) ogrywał się z 1. ligą. W drugim już (1997/1998) był już graczem pierwszego składu. W drużynie „Aptekarzy” grał do roku 2000 a jego największymi osiągniętymi z tym klubem sukcesami było 2-krotne wicemistrzostwo Niemiec w 1999 i 2000 roku.
Latem 2001 roku gra Kovača na tyle podobała się zarządowi i trenerowi Bayernu Monachium, że bez wahania zapłacili Bayerowi 8,5 miliona euro i Kovač wkrótce zameldował się w stolicy Bawarii. Przez pierwsze 2 sezony w Bayernie Kovač grał wraz z Thomasem Linke lub Samuelem Kuffourem na środku obrony. W sezonie 2003/2004 Kovač powoli wypadł ze składu a wpływ na to miały kontuzje, a także zakup przez Bayern Argentyńczyka Martina Demichelisa. Latem 2004 doszedł jeszcze Brazylijczyk Lúcio i Kovač ciągle miał kłopoty z miejscem w składzie. Za to Bayern za czasów gry Roberta zdobył 2 razy tytuł mistrza Niemiec (2003 i 2005), a także Puchar Niemiec w 2004 roku. Gdy w lecie 2005 Robertowi skończył się kontrakt postanowił odejść do Juventusu. W Juventusie, podobnie jak w ostatnich latach w Bayernie także miał problemy z wywalczeniem miejsca w pierwszym składzie, co spowodowało, że w Serie A rozegrał tylko 18 meczów, w których strzelił 1 gola. Juventus został mistrzem Włoch, ale ze względu na aferę z kupowaniem meczów, odebrano zespołowi tytuł mistrza kraju, a klub zdegradowano do Serie B. Kovač postanowił pozostać w klubie na sezon 2006/2007 i awansował z nim do Serie A.
Latem 2007 Robert wrócił do Niemiec i na zasadzie wolnego transferu trafił do Borussii Dortmund. Natomiast zimowym oknie transferowym 2009 przeniósł się do chorwackiego Dinama Zagrzeb.
2 czerwca 2010 Kovač zakończył aktywną karierę piłkarską.
| Sezon   | Klub                | Kraj      | Rozgrywki             | Mecze | Bramki |
| ------- | ------------------- | --------- | --------------------- | ----- | ------ |
| 1995/96 | 1. FC Nürnberg      | Niemcy    | Regionalliga          | 33    | 1      |
| 1996/97 | Bayer 04 Leverkusen | Niemcy    | Bundesliga            | 13    | 0      |
| 1997/98 | Bayer 04 Leverkusen | Niemcy    | Bundesliga            | 25    | 0      |
| 1998/99 | Bayer 04 Leverkusen | Niemcy    | Bundesliga            | 31    | 0      |
| 1999/00 | Bayer 04 Leverkusen | Niemcy    | Bundesliga            | 27    | 1      |
| 2000/01 | Bayer 04 Leverkusen | Niemcy    | Bundesliga            | 30    | 0      |
| 2001/02 | Bayern Monachium    | Niemcy    | Bundesliga            | 29    | 0      |
| 2002/03 | Bayern Monachium    | Niemcy    | Bundesliga            | 24    | 0      |
| 2003/04 | Bayern Monachium    | Niemcy    | Bundesliga            | 19    | 0      |
| 2004/05 | Bayern Monachium    | Niemcy    | Bundesliga            | 22    | 0      |
| 2005/06 | Juventus F.C.       | Włochy    | Serie A               | 18    | 1      |
| 2006/07 | Juventus F.C.       | Włochy    | Serie B               | 17    | 0      |
| 2007/08 | Borussia Dortmund   | Niemcy    | Bundesliga            | 22    | 0      |
| 2008/09 | Borussia Dortmund   | Niemcy    | Bundesliga            | 4     | 0      |
| 2008/09 | Dinamo Zagrzeb      | Chorwacja | Prva HNL              | 9     | 0      |
|         |                     |           | Łącznie w Bundeslidze | 276   | 2      |
|         |                     |           | Łącznie w Serie A     | 18    | 1      |
|         |                     |           | Łącznie w Prva HNL    | 9     | 0      |

## Kariera reprezentacyjna
W reprezentacji Chorwacji Kovač zadebiutował 28 kwietnia 1999 roku w zremisowanym 0:0 meczu z reprezentacją Włoch. Od czasu debiutu zazwyczaj był podstawowym graczem kadry narodowej. Tak było podczas Mistrzostw Świata w 2002, które były pierwszą wielką imprezą zaliczoną przez Roberta. Zagrał na nich wszystkie 3 mecze w pełnym wymiarze czasowym, ale niestety Chorwacja odpadła już po fazie grupowej. Potem przyszły Mistrzostwa Europy w Portugalii. Tam Chorwacji nie wygrali żadnego meczu i również odpadli z turnieju, a Kovač znów był podstawowym zawodnikiem i zagrał wszystkie mecze po 90 minut. Ostatnia wielka impreza, na której grał Kovač to Mistrzostwa Świata w Niemczech i po raz trzeci z rzędu Chorwaci nie pokazali niczego szczególnego. Tam Kovač zagrał w 2 meczach, a w ostatnim z reprezentacją Australii zremisowanym 2:2 nie pojawił się na boisku, a Chorwacja znów nie wygrała meczu zajmując 3. miejsce w grupie.
16 października 2013 został asystentem trenera reprezentacji Chorwacji – swojego brata Niko Kovača.